# Štěpán Csamangó
Štěpán Csamangó (* 30. dubna 1994 Karlovy Vary) je český hokejový útočník.
Je odchovancem Karlových Varů, v sezóně 2014/15 střídavě nastupoval za karlovarskou juniorku v MHL, seniorský tým HC Baník Sokolov v 2. české hokejové lize a za HC Baník Sokolov/Karlovy Vary B v nižší české juniorské lize. Po tomto ročníku odešel do klubu Orli Znojmo, hrajícího mezinárodní EBEL ligu, kde působil tři sezóny. V ročníku 2018/2019 hrál nejvyšší polskou soutěž za klub Comarch Cracovia, v následující sezóně působil v mezinárodní Erste Lize v maďarském týmu Újpesti TE. Před sezónou 2020/2021 se vrátil do Krakova.
S Cracovií získal v sezónách 2018/2019 a 2020/2021 v polské extralize stříbrné medaile, roku 2021 vyhrál Polský pohár a v roce 2022 zvítězil v Kontinentálním poháru.